# TheWrap
TheWrap. è un sito web statunitense che fornisce notizie riguardanti l'industria dello spettacolo. È stato creato dalla giornalista Sharon Waxman nel 2009.

## Storia
TheWrap ha vinto numerosi premi per il suo stile di giornalismo, tra cui quello per il miglior sito web nel 2018 per un'azienda di notizie su Internet ai SoCal Journalism Awards del LA Press Club e il miglior sito web di intrattenimento nel 2018 ai premi National Arts and Entertainment Journalism (NAEJ). Nel 2016, NAEJ del L.A. Press Club ha assegnato al sito un premio al blog WaxWord di Sharon Waxman, nonché il secondo posto per il miglior sito web di intrattenimento e pubblicazione di intrattenimento. Il sito è stato nominato miglior sito di notizie online sia nel 2012 che nel 2009 dallo stesso gruppo. Nel novembre 2019 TheWrap è stato candidato per la dodicesima edizione dei National Arts & Entertainment Journalism Awards del Los Angeles Press Club, incluso il miglior sito web.